# Saint-Vérand (Rodano)
Saint-Vérand è un comune francese di 1 116 abitanti situato nel dipartimento del Rodano nella regione Alvernia-Rodano-Alpi.

## Società

### Evoluzione demografica
Abitanti censiti